# ليزا لويس
ليزا لويس (بالهولندية: Lisa Lois)‏ هي مغنية هولندية، ولدت في 22 يونيو 1987 في فاخينينجن في هولندا.

## وصلات خارجية
- الموقع الرسمي
- ليزا لويس على موقع ميوزك برينز (الإنجليزية)
- ليزا لويس على موقع أول ميوزيك (الإنجليزية)
- ليزا لويس على موقع ديسكوغز (الإنجليزية)